# Jesse Lauriston Livermore
Jesse Lauriston Livermore (Shrewsbury, 26 juli 1877 - New York, 28 november 1940) was een Amerikaans beursspeculant.
Livermore verdiende en verloor verschillende keren een fortuin. Hij werd bekend door bij verschillende beurscrashes short posities te hebben en een vermogen te vergaren. Hij was daarnaast de hoofdpersoon in de biografische roman Reminiscences of a Stock Operator van de journalist Edwin Lefèvre, gepubliceerd in 1940.
Livermore verdiende een vermogen door short posities te hebben bij zowel de Paniek van 1907 als de Beurskrach van 1929. Hij verdiende drie respectievelijk honderd miljoen dollar. Vermogen dat hij later weer zou verliezen. Livermore heeft aan handelaren zijn filosofie nagelaten dat posities uitgebreid moeten worden als de koersen voorspoedig reageren en snel verlies nemen als het tegenzit.
Hij stierf in 1940 door zelfmoord na jaren van klinische depressie.